# Álvaro Domínguez (football, 1989)
Pour les articles homonymes, voir Álvaro Domínguez et Domínguez.
Álvaro Domínguez Soto (né le 15 mai 1989 à Madrid) est un footballeur espagnol qui évoluait au poste de défenseur.

## Biographie
Quelques semaines après avoir remporté le Championnat d'Europe espoirs 2011, Álvaro Domínguez est convoqué pour la première fois par Vicente del Bosque pour deux matchs avec l'Espagne face au Chili et au Liechtenstein au mois de septembre 2011.
Le 26 mai 2012, Dominguez débute avec l'Espagne de Vicente del Bosque lors d'un match amical face à la Serbie.
Le 26 juin 2012, il s'engage pour cinq saisons avec le club allemand du Borussia Mönchengladbach, un transfert d'un montant de 8 millions d'euros plus 2 en bonus.
Il annonce sa retraite le 8 décembre 2016 à seulement 27 ans.

## Palmarès

### En club
- Atlético de Madrid
  - Vainqueur de la Ligue Europa : 2010 et 2012
  - Vainqueur de la Supercoupe de l'UEFA : 2010
  - Finaliste de la Coupe d'Espagne : 2010

### En sélection
- Espagne espoirs
  - Championnat d'Europe espoirs
    - Vainqueur : 2011

## Référence
1. ↑  Dominguez (Atlético) à Gladbach